# Еловкино
Еловкино — посёлок в Черепановском районе Новосибирской области. Входит в состав Безменовского сельсовета.

## География
Площадь посёлка — 24 гектаров.

## История
В 1965 г. Указом Президиума ВС РСФСР поселок отделения № 2 Черепановского опытно-показательного хозяйства переименован в Еловкино.

## Население
| 2002 | 2007 | 2010 |
| ---- | ---- | ---- |
| 246  | ↘226 | ↘200 |

## Инфраструктура
В посёлке по данным на 2007 год функционирует 1 учреждение здравоохранения.